# Академия футбола имени В. Понедельника
«Академия футбола имени В. Понедельника» — российский футбольный клуб из Ростова-на-Дону, выступал в первенстве ПФЛ (группа «Юг»). Домашний стадион — ДЮСШ № 2 («Локомотив») (Батайск).
Академия футбола СКА Ростов-на-Дону была создана в 2006 году по инициативе президента ростовского СКА Ивана Саввиди. 15 сентября 2008 года Академия была переименована в «Академию футбола имени Виктора Понедельника» в честь нападающего СКА и чемпиона Европы 1960 Виктора Понедельника. С 2012 года команда Академии выступает в высшей лиге чемпионата Ростовской области. В апреле 2017 года Академия была преобразована в футбольный клуб, 23 мая клуб прошёл лицензирование в РФС и был заявлен в группу «Юг» первенства ПФЛ сезона-2017/18. Главным тренером стал Владимир Зиновьев. В феврале 2018 главным тренером был назначен Андрей Черенков.
В марте 2019 года до возобновления Первенства ПФЛ 2018/19 клуб снялся с соревнований из-за отсутствия финансового обеспечения.

## Достижения
Первенство России
- Второй дивизион: 10 место (2017/18)

Кубок России
- 1/256 финала: 2017/18, 2018/19